# 绒毛石楠
绒毛石楠（学名：Photinia schneideriana）为蔷薇科石楠属下的一个种，多产自中国南方地区，是一种灌木或小乔木，生长高度可达7米。绒毛石楠与中华石楠极为接近。

## 扩展阅读
維基物種上的相關：绒毛石楠